# 柯拉蓉·艾奎諾
玛丽亚·柯拉蓉·许寰哥·艾奎諾（發音：[kɔɾaˈsɔn kɔˈhwaŋkɔ aˈkino]；1933年1月25日—2009年8月1日），亦稱柯拉蓉，漢名許娜桑，華文媒體通常簡稱阿基諾夫人，菲律賓第11任總統，亦是菲律賓及亞洲首位民選女總統，1986年至1992年在任。出身於富裕的閩南家族「許寰哥家族」，祖籍福建泉州府同安縣鴻漸村（現屬漳州市龍海區）；柯拉蓉曾自稱是一位「普通的家庭主婦」。婚前姓名为玛丽亚·科拉松·苏穆隆·许寰哥;其子貝尼格諾·阿基諾三世（華名许渐华）在2010年6月30日至2016年6月30日亦擔任總統；其女姬絲·阿基諾為菲律賓演員。
她與馬可仕總統最堅定的批評家小班尼格諾·艾奎諾參議員結婚。在她的丈夫於1983年8月21日從美國返回菲律賓後被暗殺後，她成為反對派領導人。1985年末，斐迪南·馬可仕要求進行大選，阿基諾競選總統，前參議員薩爾瓦多·勞雷爾競選副總統。1986年2月7日舉行大選後，馬可斯和他的競選夥伴被宣佈為獲勝者，因有關選舉欺詐的指控，阿基諾呼籲採取大規模的公民抗命行動。菲律賓武裝部隊的轉向和當地天主教等級制的支持導致了人民力量革命，該革命驅逐了馬可斯。阿基諾於1986年2月25日繼任為總統。
作為總統，阿基諾監督了1987年《憲法》的頒布，該憲法限制了總統的權力並重新建立了兩院制國會。她的政府非常重視並關注公民自由和人權，以及為解決正在進行的共產主義叛亂和伊斯蘭運動而進行了和平談判。她的經濟政策以恢復經濟健康和信心為中心，並致力於建立以市場為導向，對社會負責的經濟。1987年，她成為第一位獲得享有盛譽的自由獎（Prize For Freedom）的菲律賓人。
對阿基諾政府的幾次政變企圖直到1992年其任期結束，她任内也面臨著各種自然災害。菲德爾·拉莫斯繼任總統後，她重返平民生活，同時繼續公開表達對政治問題的看法。為了表彰她在世界上最和平的民主革命中的作用，她於1998年獲得了拉蒙·麥格塞塞獎。

## 生平
柯拉蓉於1933年出生於菲律賓丹轆省。曾祖父許玉寰，人稱許寰哥。1861年從福建移民到呂宋，與本地女子結婚，皈依天主教，教名「荷西」，人稱「荷西·許寰哥」，從此「許寰哥／科胡昂科」（Cojuangco）成為其家族的姓氏。
柯拉蓉在家中排行第六，十三歲時前往美國並就讀，曾參與1948年美國總統選舉的活動，並支持共和黨總統候選人湯瑪斯·杜威。1953年返回菲律賓，並曾在菲律賓遠東大學就讀一學期。

### 艾奎諾婚姻生活
科拉松22歲時與時任康塞普西翁市長的尼諾·艾奎諾（艾奎諾二世）結婚，婚後生下了四女一男，包括1960年生下第一個兒子貝尼格諾·阿基諾三世（排行第三）。後來尼諾當選參議員，並逐漸成為對抗時任總統馬可仕獨裁貪腐統治的領導者，尼諾在1972年參議員任內，因計劃挑戰馬可斯的總統寶座而被捕入獄（馬可斯同年修憲廢除總統連任限制及宣布全國軍事戒嚴，全面實行獨裁統治）。也由於此原故，1980年艾奎諾夫婦被迫出亡美國紐約。
1983年8月21日，艾奎諾夫婦結束在美國的流亡生活回到菲律賓，但尼諾卻在眾目睽睽下於馬尼拉機場遭到刺殺喪命，一般認為是總統馬可仕唆使。羅福全曾回憶艾奎諾遇刺是臺北有人將艾奎諾的行程機密外洩致使。:316此事引起反對勢力的群情激憤，而沒有政治經驗的柯拉蓉成為了大眾的焦點，凝聚了反對馬可仕統治的人。1986年科拉桑被推舉在總統選舉中挑戰馬可仕，科拉桑於是在「人民力量革命」中順利打倒了馬可仕，就任總統，而馬可仕夫婦則流亡美國夏威夷。

### 1986年大選
在美國的壓力下，馬可仕突然於1985年11月3日宣布將提前一年舉行總統大選，以正當化其統治。12月初，在野陣營經天主教樞機主教辛海棉樞機主教出面協調後推舉柯拉蓉與最大在野黨領袖參議員勞瑞爾（Salvador Laurel）搭檔參加1986年2月7日的大選。據時任臺灣副總統李登輝指出，柯拉蓉選舉時，李登輝請人給她經濟援助。李登輝指出，艾奎諾夫人因本姓許，獲得許多許姓臺灣人支持；太子汽車的許勝發就曾幫助過她。:165
雖然選舉結果顯示馬可仕勝選，但來自全國各地的選舉舞弊投訴紛至沓來，馬可仕於2月15日自行宣布當選；最後由參謀副總長拉莫斯與國防部長安里爾出面表示「尊重選舉結果」之下，人民開始在街頭行反馬可仕集會，發起「人民力量革命」。2月24日，馬可仕透過電視台宣布全國進入緊急狀態。同時美國政府在壓力下也要求馬可仕下臺。2月25日馬可仕上午自行宣布就職，中午12時前往總統府馬拉干鄢宮，當天晚上群眾包圍馬拉干鄢宮，9時在美國駐菲大使館安排下馬可仕搭直昇機離開馬拉干鄢宮，經關島流亡至美國夏威夷。科拉松正式就任總統，並立刻得到當時雷根的美國政府承認。
柯拉蓉當選時承諾：
1. 制定新憲法（大致是恢復馬可仕修憲前的憲法）
2. 改革政治、肅貪
3. 改善經濟、破除政商勾結特權、爭取美國經濟援助
4. 以溫和立場反共：柯拉蓉試圖與共產黨和伊斯蘭武裝游擊隊進行談判，甚至實行大赦[11]，但被軍方強烈反對及威脅發動政變下作罷

總統任內，柯拉蓉成功制定了新憲法，總統任期由四年延至六年，但不得競選連任；經濟及政治改革則不甚成功，貪污及家族寡頭政治在全國政壇仍十分盛行，原本支持馬可斯的軍方仍具有強大影響力。1992年卸任時，菲國經濟成長率為0.3%，为当时亞洲比較落後的經濟體之一，任內呂宋島火山爆發。

### 土地改革
柯拉蓉在任內開始農業綜合改革方案（Comprehensive Agrarian Reform Program），聲明從自家的大莊園開始改革，希望改善菲國土地、收入分配不均等長久問題。不過在其任內效果有限。

### 共產黨關係
柯拉蓉曾和菲律賓共產黨新人民軍和談，但共產黨所要求的停止美國軍事與經濟援助以及土地改革，與柯拉蓉政府的經濟政策有很大的出入。另一方面，菲律賓國軍部分軍官因為反對和談與其他原因（不少軍官為原支持馬可斯的勢力），曾於1987年8月28日發動政變。叛亂軍人攻入總統府，柯拉蓉兒子諾諾·艾奎諾的三名保鏢均中槍身亡，諾諾也身中五槍，但倖免於難，政變雖未成功，但對共產黨和談因此停止。1989年又有一次未成功政變。柯拉蓉總統任內共歷經八次政變。

### 停止美菲軍事基地協定
柯拉蓉在1991年停止「美菲軍事基地協定」，撤除了美軍蘇比克灣基地與克拉克空軍基地。
在國際上，菲律賓美軍基地是冷戰圍堵政策的重要基地与所谓“遏制共产主义扩张”的保障。
對菲律賓來說，美軍基地有穩定政局、治安和人心的效果。駐菲美軍對菲國經濟也很重要。在新協定下，1984年到1989年，菲國靠這兩座美軍基地向美國收取了9億美元。另一方面，駐菲美軍當時也提供了當地居民約四萬個工作，是菲國第二大機構。1980到1986年間，這些工作佔了菲律賓國內生產總額的5.16%。但駐菲美軍也刺激了菲國民族主義，引起自由派、共產主義人士反彈。1990年5月13日，學生與民間團體就發動了反美軍基地示威，要求美國撤軍。
對美國來說，在新協定下維持駐軍基地已太過昂貴。而駐菲美軍所遭受的反美聲浪甚至於排美攻擊也是一大隱憂。加上冷戰結束，駐軍基地必要性已降低。1991年，美國不同意菲國提出的基地費用。美菲軍事基地協定不再續約。美軍撤離蘇比克灣與克拉克空軍基地。柯拉蓉則實施之前國內決定的替代方案，將基地改為「自由經濟特區」。然而美國和菲律賓在軍事上仍保持密切合作關係。

### 卸任後
1992年科拉松卸任，由菲德尔·拉莫斯將軍接任。柯拉蓉卸任後仍有參加政治活動。1997年，拉莫斯企圖修憲將國家由總統制改為內閣制以延長統治，柯拉蓉與辛海棉於9月21日發動60萬人反修憲遊行，結果拉莫斯表態不會競選連任。1998年總統大選，柯拉蓉與辛海棉支持自由黨華裔候選人林雯洛，結果落選。2001年1月，柯拉蓉再度參與了第二次人民力量革命，結果涉及貪污的總統艾斯特拉達被迫下台。

## 去世
2008年3月24日證實患上第四期結腸癌，並於翌日起接受化學治療，2009年8月因癌症導致心臟及呼吸系統衰竭病逝。

### 紀念圖集

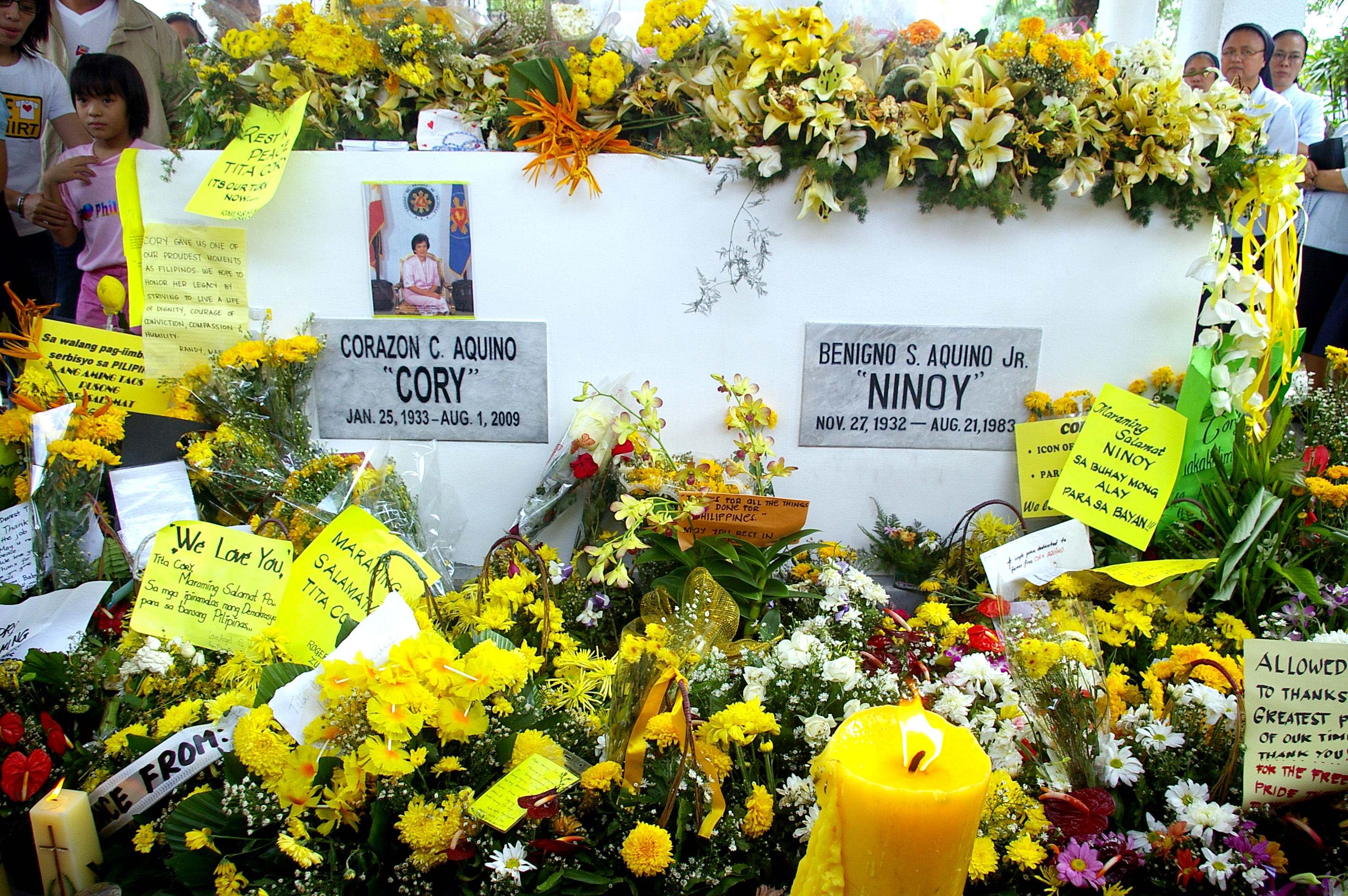
柯拉蓉與艾奎諾合葬於馬尼拉

## 其他
- 菲律賓爆發人民力量革命後，曾與艾奎諾相識的FAPA執行長蔡同榮即隨索拉茲率領的美國國會訪問團造訪菲律賓，3月6日拜會新任總統柯拉蓉，向菲國人民革命表達高度肯定，並表示這將給予臺灣人相當大的鼓勵。[17]:106-107蔡同榮此行亦為了推動海外臺獨勢力的電台計劃，因此海外臺獨企圖透過第三地設立電台，向島內傳第一手臺獨資訊，選定在菲律賓設立電台。然而革命後的菲國身陷政局不穩及經濟蕭條，為怕影響與中華民國政府的經濟合作獲經濟援助，艾奎諾夫人只有向蔡同榮表示愛莫能助。[17]:109與蔡同榮一起拜訪柯拉蓉的羅福全回憶，當時柯拉蓉推說菲國農業落後需要中華民國協助，而羅氏問她「國民黨政權可以支撐多久？」她一聽靠向椅背，沉思不語。[6]:316

## 流行文化
- 金德永、孫世演《一生一定要認識的女性領袖50人》第6章，台灣：漢湘文化，2015年2月